# محسن العلي
محسن العلي ممثل ومخرج مسرحي عراقي، من مواليد 1953، مدينة الموصل، محافظة نينوى.

## حياته
بدأ حياته الفنية ممثلاً في مسرح الشباب، فرقة مسرح الرواد، في الموصل عام 1967، نال شهادة دبلوم في الفنون مسرحية عام 1976، وعمل في فرق مسرحية عراقية عديدة منها : (فرقة مسرح الشباب - فرقة مسرح الرواد - فرقة مسرح الشباب المعاصر - فرقة المسرح العسكري)، أسس فرقة مسرح النجاح ومستمر برئاستها منذ عام 1988، عمل مخرجاً في الفرقة القومية العراقية. نال درجة الدكتوراه عن رسالته (الإعلام الدولى وتأثيره في سياسة الدول) تحت اشراف د.صباح ناجى
تزوج من المخرجة الإذاعية جنان عبد الحميد عام 1974 .

## المناصب التي شغلها
- رئيس قسم الدراما في إذاعة العراقية 1979-1985 .
- مدير إنتاج الاذاعات العراقية 1988-1985 .
- عضو المجلس المركزي لنقابة الفنانين 1986-1994 .
- امين سر نقابة الفنانين العراقيين 1994-1996 .
- نائب نقيب الفنانين العراقيين1998-2003 .
- رئيس فرقة مسرح النجاح منذ عام 1988 .
- عضو لجنة المسرح العراقي منذ عام 1997.
- عضو المركز العراقي للمسرح لدورته منذ عام 1994 .
- مدير مهرجان بابل الدولي عام 1992-1993-1994.
- عضو لجنة فحص واجازة العروض الفنية في العراق.
- عضو لجنة تحكيم (emi) انترنشنال اكادمي الدولي للافلام الوثائقية سمي فاينا .
- عضو لجنة تحكيم مهرجان الجزيرة للافلام الوثائقية .
- عضو لجنة تحكيم مهرجان الإذاعة والتلفزيون القاهرة .
- عضو لجنة تحكيم مهرجانات المسرح الأردني .
- عضو لجنة تحكيم مهرجانات الشارقة المسرحي .
- عضو لجنة تحكيم مهرجانات العراق المسرحية .
- إدارة الندوات ومعقبا للعديد من المهرجانات المسرحية .
- الآن رئيس مجلس إدارة شركة سكوب ميديا دبي . القاهرة .

## أعماله

### من الأفلام
- المنفذون 1982.[3]
- الحب كان السبب 1986، تمثيل عبد الخالق المختار و جواد الشكرجي وسمر محمد، إخراج عبد الهادي مبارك.
- زمن الحب 1991، تأليف صباح عطوان، إخراج كارلو هارتيون، تمثيل بهجت الجبوري، خليل الرفاعي، أمل طه، فاضل خليل، طعمة التميمي، عواطف السلمان.[4]
- السيد المدير 1990، تمثيل راسم الجميلي، عبد الجبار كاظم.
- فلم زمان رجل القصب .

### قام بالأخراج أكثر من أربعين عملاً مسرحيا منها
- جيفارا.
- فلسطينيات.
- أم خليل.
- بيت وخمس بيبان.[5]
- عش القصب.
- أطراف المدينة.
- مقامات أبو سمرة.
- الاسكافية العجيبة.
- سيدتي الجميلة، عن مسرحية لجورج برنارد شو.
- الباب العالي.
- الهباشة.
- ألو بغداد.
- أكتب بأسم ربك.
- السقوط، بطولة دريد لحام.
- الجنة تفتح ابوابها متاخرة ( فازت بالتانيت الذهبي في قرطاج الدولي تونس ).
- بقعة الزيت .

### أنتج العديد من البرامج والافلام الوثائقية والمسلسلات في العراق . مصر . سوريا
- سقوط الخلافة 2010.[6]
- خيبر ، محسن العلي: منتجاً فنياً، محمد عزيزية: مخرجاً.[5]
- يوميات دينار (مسلسل كارتوني).[7]

### مسلسلات شارك في تمثيلها
- النسر وعيون المدينة.
- حكاية المدن الثلاث.
- اللاهثون.
- ذات الهمة.
- العرف والقانون.
- فوبيا بغداد.
- بيت الحبايب.
- الكذبة الأولى.
- عش الازواج.
- رجال الظل.
- المارد والنخلة.
- أيام الإجازة.
- لحوم فاسدة.
- النافذة.
- جحا.
- خيط البريسم 1980، إخراج تأليف يوسف العاني، وإخراج عدنان إبراهيم، تمثيل سليمة خضير، فاطمة الربيعي، هناء محمد، فاضل خليل، سناء سليم.
- ثمنطعش 2006، تمثيل محسن العزاوي، سناء عبد الرحمن، فاضل خليل، سليمة خضير، سامي قفطان.

### جوائز
- الجائزة الكبرى لمهرجان قرطاج المسرحي عن أفضل عرض مسرحي متكامل لمسرحية «الجنة تفتح ابوابها متأخرة».[1]
- جائزة أفضل مخرج مسرحي عام 1985 لمهرجان المسرح العراقي.
- جائزة أفضل مخرج مسرحي عام 1996 لمهرجان المسرح العراقي.
- جائزة الإبداع الكبرى عام 1999 لوزارة الثقافة العراقية.
- جائزة الإبداع المسرحية عام 2000 لوزارة الثقافة العراقية.
- جائزة أفضل مخرج مسرحي عام1975 لمهرجان مسرح الشباب.
- شهادة مشاركة المسرح الأردني السادس عام 1998.[1]
- شهادة تقديرية في مهرجان بابل الدولي عام 1992.
- شهادة تقديرية من جامعة الموصل عام 2001.
- شهادة مشاركة المسرح الأردني عام 1996.
- شهادة تقديرية من مهرجان مسرح الطفل.
- شهادة مشاركة من مهرجان مسرح الطفل الأردني.[1]
- شهادة تقديرية من نقابة الفنانين.
- شهادة الإبداع الذهبية لنقابة الفنانين العراقيين.
- درع نقابة الفنانين عام 2000.
- جائزة الإبداع I T I للمركز العراقي للمسرح كمخرج 1999.
- جائزة تقديرية لاخراجه فيلم ( لماذا؟ ) في مهرجان القاهرة للإعلام العربي.[1]
- جائزة أفضل ممثل مناصفة عن المسلسل التاريخي ذات الهمة (مهرجان الإذاعة والتلفزيون) القاهرة عام 1993.

### أعمال أخرى
- قام بإخراج العديد من التمثيليات الإذاعية والمسلسلات التلفزيونية .

## وصلات خارجية
- محسن العلي على موقع قاعدة بيانات الأفلام العربية

- محسن العلي لصحيفة المدى
- موقع وزارة الثقافة العراقية
- محسن العلي ومحمد عزيزية
- مسلسل سقوط الخلافة على يوتيوب
- مسرحية بيت وخمس بيبان على يوتيوب

## مواضيع ذات صلة
- التلفزيون العراقي
- السينما العراقية
- المسرح الوطني العراقي